# Втрати ЗС РФ внаслідок вторгнення в Україну (березень 2022)
У статті наведено список військовослужбовців ЗС РФ, що загинули в березні 2022 року в ході вторгнення в Україну.

## Список
| №  | Прізвище, ім'я, по батькові                                              | Про особу | Дата смерті     | Обставини смерті                                                                                                   |
| -- | ------------------------------------------------------------------------ | --- | --------------- | --- |
| 1  | Арутюнян Давид Акоповіч (рос. Арутюнян Давид Акопович)                   | 18 років, рядовий, 234-й гвардійський десантно-штурмовий Чорноморський ордена Кутузова 3-го ступеня полк імені Олександра Невського, в/ч 74268, 76-та гвардійська десантно-штурмова Чернігівська Червоного прапора, ордена Суворова дивізія м. Псков. У лютому 2022 року брав участь у міжнародному навчанні «Союзна рішучість». Представлений до нагородження орденом Мужності. | 1 березня 2022  | Загинув під час евакуації поранених внаслідок обстрілу. Похований 15 березня, 2022 р. в м. Кяхта Бурятія           |
| 2  | Пиріжков Олександр Миколайович (рос. Пирожков Александр Николаевич)      | 37 років, 810 ОБрМП, кулеметник, навідник, командир десантно-штурмового відділення, старший сержант | 1 березня 2022  | |
| 3  | Ісайкін Віктор Іванович (рос. Исайкин Виктор Иванович)                   | 40 років, полковник, начальник штабу, 136-та окрема гвардійська мотострілецька Умансько-Берлінська Червоного прапора орденів Суворова, Кутузова і Богдана Хмельницького бригада, в/ч 63354, м. Буйнакськ, Дагестан. Нагороджений Георгіївським Хрестом IV ступеня, медалю «За відвагу», медалю «За заслуги у військовій службі» ІІ ступеня, медалю «За заслуги у військовій службі» ІІІ ступенів та посмертно орденом Мужності. | 1 березня 2022  | Загинув в бою під м. Харковим. 7 березня похований у рідному селі Чукали Ардатовського району Республіки Мордовія. |
| 4  | Паньков Андрій Андрійович(рос. Паньков Андрей Андреевич)                 | 20 років, рядовий. Нагороджений орденом Мужності (посмертно) | 1 березня 2022  | Загинув біля селища Калинівка у Фастівському районі Київської області.                                             |
| 5  | Арлаков Микита Миколайович (рос. Арлаков Никита Николаевич)              | 25 років, молодший сержант, водій реактивного дивізіону, 5-та окрема гвардійська танкова Тацинська Червоного прапора ордена Суворова бригада, в/ч 46108, Бурятія. | 2 березня 2022  | |
| 6  | Сорокін Станіслав В'ячеславович (рос. Сорокин Станислав Вячеславович)    | 27 років, гвардії єфрейтор, 51-й гвардійський парашутно-десантний Червоного прапора ордена Суворова 3 ступеня полк ім. Дмитрія Донського, 106-та повітрянодесантна дивізія в/ч 33842 м. Тула. Нагороджений орденом Мужності. | 2 березня 2022  | загинув від осколкового поранення в голову у місті Гостомель                                                       |
| 7  | Чімітдоржієв Баір Цибендоржієвіч (рос. Чимитдоржиев Баир Цыбендоржиевич) | 33 роки, гвардії молодший сержант, стрілок-зенітник першого зенітного ракетного відділення зенітного ракетного взводу парашутно-десантного батальйону військової частини, 11-та окрема гвардійська десантно-штурмова бригада, в/ч 32364 м. Улан-Уде. Брав участь в операції в Сирії.Нагороджений медалями "Учаснику маневрів військ (сил) "Схід - 2018"", "Учаснику військової операції в Сирії" (2019), "За заслуги у боротьбі з міжнародним тероризмом" (2021) | 3 березня 2022  | |
| 8  | Софіяк Максим Вікторович (рос. Софияк Максим Викторович)                 | 33 роки, гвардії капітан, командир парашутно-десантної роти парашутно-десантного батальйону, 11-та окрема гвардійська десантно-штурмова бригада в/ч 32364 м. Улан-Уде. У 2018 і 2021 році, виконував спеціальні завдання на території Сирії. За час служби нагороджений медалями "Учасник військової операції в Сирії", "За ратну доблесть", "За військову доблесть 2 ступеня" та орденом Мужності посмертно. | 3 березня 2022  | |
| 9  | Чімітов Денис Дашінімаєвич (рос. Чимитов Денис Дашинимаевич)             | 37 років, гвардії сержант, командир мотострілецького відділення, командир бойової машини мотострілецького батальйону, 37-ма окрема гвардійська мотострілецька Донська Будапештська Червоного прапора ордена Червоної Зірки бригада, в/ч 69647 м. Кяхта, Бурятія. Нагороджений орденом Мужності. | 5 березня 2022  | |
| 10 | Самков Владислав Миколайович (рос. Самков Владислав Николаевич)          | 23 роки, єфрейтор ПДВ, служив в м. Єлань Свердловської області. Нагоджений орденом за Мужність. | 6 березня 2022  | Загинув під час артилерійського обстрілу колони його роти під м. Маріуполем.                                       |
| 11 | Межов Андрій Геннадієвич (рос. Межов Андрей Геннадьевич)                 | 21 рік, матрос, 155-та окрема гвардійська бригада морської піхоти, в/ч 30926 м. Владівосток, нагороджений медаллю За Мужність | 6 березня 2022  | |
| 12 | Гармаєв Михайло Баїрович (рос. Гармаев Михаил Баирович)                  | 33 роки, сержант, 37-ма окрема гвардійська мотострілецька Донська Будапештська Червоного прапора ордена Червоної Зірки бригада, в/ч 69647 м. Кяхта, Бурятія. | 6 березня 2022  | Був убитий снайпером під час бою в селищі міського типу Калинівці під м. Києвом.                                   |
| 13 | Билков Євгеній Володимирович (рос. Былков Евгений Владимирович)          | 32 роки, старший лейтенант, командира медичного взводу 2 мотострілецького батальйону, 70-й мотострілецький полк, в/ч 71718 м. Шалі, Чеченська республіка, 42-га гвардійська мотострілецька Євпаторійська Червонопрапорна дивізія. Посмертно нагороджений орденом Мужності. | 6 березня 2022  | |
| 14 | Риков Денис Сергійович (рос. Рыков Денис Сергеевич)                      | 31 рік, молодший сержант, водій вантажного автомобілю "Урал", 5-та окрема гвардійська танкова Тацинська Червоного прапора ордена Суворова бригада, в/ч 46108 ст. Дивізіонна, Бурятія. | 7 березня 2022  | |
| 15 | Казанцев Іван Олександрович (рос. Казанцев Иван Александрович)           | 36-37 років, старшина, 11-та окрема гвардійська десантно-штурмова бригада, в/ч 32364 м. Улан-Уде. | 7 березня 2022  | |
| 16 | Будаєв Белікто Цирен - Бабуєвич (рос. Будаев Бэликто Цырен-Бабуевич)     | 37 років, гвардії старший сержант, командир танка, 5-та окрема гвардійська танкова Тацинська Червоного прапора ордена Суворова бригада, в/ч 46108 ст. Дивізіонна, Бурятія. Нагороджений медалю Міністерства оборони РФ "Учаснику маневрів військ" Схід-2018. | 7 березня 2022  | |
| 17 | Садиков Роман Дмитрович (рос. Садыков Роман Дмитриевич)                  | 25 років, молодший сержант, водій-механік мотострілкового батальйону, м. Улан-Уде, Бурятія.Нагороджений медалю Міністерства оборони РФ "Учаснику маневрів військ" Схід-2018 та орденом Мужності посмертно. | 7 березня 2022  | |
| 18 | Будаєв Алдар Майсагаєвич (рос. Будаев Алдар Майсагаевич)                 | 34 роки, гвардії старший сержант, командир танка, 5-та окрема гвардійська танкова Тацинська Червоного прапора ордена Суворова бригада, в/ч 46108 ст. Дивізіонна, Бурятія. Нагороджений медалю Міністерства оборони РФ "Учаснику маневрів військ" Схід – 2018 та орденом Мужності посмертно. | 7 березня 2022  | |
| 19 | Сулейманов Тімур Джахонгірович (рос. Сулейманов Тимур Джахонгирович)     | 30 років, капітан, командир батальйону, брав участь в операції в Сирії як командир роти, та в складі миротворчого батальйону в Нагорному Карабаху. Посмертно нагороджений орденом Мужності. | 7 березня 2022  | Загинув у Чернігівській області під час підриву бронетранспортера на міні.                                         |
| 20 | Болотов Солбон Дамдінжапович (рос. Болотов Солбон Дамдинжапович)         | 27 років, рота спецназу при 36 загальновійськовій армії РФ (ймовірно в/ч 44221) м. Улан-Уде. Нагороджений медалями Міністерства Оборони Російської Федерації: "За участь у параді, присвяченому 75-річчю перемоги у Великій Вітчизняній Війні", "Учаснику маневрів військ "Схід-2018". Посмертно нагороджений орденом Мужності. | 9 березня 2022  | Загинув у бою в Київській області.                                                                                 |
| 21 | Чупошев Ігор Анатолієвич (рос. Чупошев Игорь Анатольевич)                | 37 років, гвардії сержант, 11-та окрема гвардійська десантно-штурмова бригада в/ч 32364 м. Улан-Уде. | 12 березня 2022 | Загинув у м. Херсоні.                                                                                              |
| 22 | Тудупов Амгалан Жаргалович (рос. Тудупов Амгалан Жаргалович)             | 34 роки, старший сержант, 11-та окрема гвардійська десантно-штурмова бригада в/ч 32364 м. Улан-Уде. Нагороджений медалями "За ратну доблесть", "50 років 11 гвардійської ОГДШБР". У 2019 році був учасником військової операції у Сирії та нагороджений медалю Міністерства оборони Російської Федерації "Учаснику військової операції в Сирії". Посмертно нагороджений орденом Мужності. | 12 березня 2022 | Загинув біля села Заградівка, Херсонської області, внаслідок осколкового поранення в спину.                        |
| 23 | Циренов Найдал Намсараєвич (рос. Цыренов Найдал Намсараевич)             | 23 років, прапорщик, фельдшер роти парашутно-десантного батальйону, 11-та окрема гвардійська десантно-штурмова бригада в/ч 32364 м. Улан-Уде. Брав участь в операції в Сирії. | 12 березня 2022 | |
| 24 | Понхонієв Баір Ердинієвич (рос. Понхониев Баир Эрдыниевич)               | 26 років, рядовий, 11-та окрема гвардійська десантно-штурмова бригада в/ч 32364 м. Улан-Уде. У 2020 р. брав участь в операції в Сирії. Нагороджений медалю Міністерства оборони Російської Федерації "Учаснику військової операції в Сирії". | 12 березня 2022 | Помер від осколкового поранення несумісним з життям.                                                               |
| 25 | Каргапольцев Іван Володимирович (рос. Каргапольцев Иван Владимирович)    | 28 років, молодший сержант, старший механік, водій взводу управління парашутно-десантного батальйону, 11-та окрема гвардійська десантно-штурмова бригада в/ч 32364 м. Улан-Уде. У 2018 році наказом Міністерства оборони Російської Федерації нагороджено медалю "Учаснику маневрів Військ (сил) "Схід – 2018". Був учасником військової операції у Сирії та нагороджений медалю Міністерства оборони Російської Федерації "Учасник військової операції в Сирії". У 2019 р. нагороджений медалю "За військову доблесть ІІ ступеня". Отримав звання ветерана бойових дій. Посмертно нагороджений орденом Мужності. | 12 березня 2022 | |
| 26 | Балдандоржиєв Аюр Балданович (рос. Балдандоржиев Аюр Балданович)         | 30 років, гвардії старший лейтенант, командир танкового взводу танкової роти танкового батальйону, 5-та окрема гвардійська танкова Тацинська Червоного прапора ордена Суворова бригада, в/ч 46108 ст. Дивізіонна, Бурятія. Посмертно нагороджений орденом Мужності. | 12 березня 2022 | |
| 27 | Большаков Максим Володимирович (рос. Большаков Максим Владимирович)      | 22 роки, єфрейтор, ймовірно зв'язківець батальйону управління, 5-та окрема гвардійська танкова Тацинська Червоного прапора ордена Суворова бригада, в/ч 46108 ст. Дивізіонна, Бурятія. | 12 березня 2022 | |
| 28 | Осєєв Степан Олександрович (рос. Осеев Степан Александрович)             | 31 рік, старший сержант, 37-ма окрема гвардійська мотострілецька Донська Будапештська Червоного прапора ордена Червоної Зірки бригада в/ч 69647 м. Кяхта, Бурятія. Брав участь в російсько-монгольських навчаннях "Схід-2018", був нагороджений медаллю Міністерства оборони Російської Федерації "За зміцнення бойової співдружності". Посмертно нагороджений орденом Мужності. | 14 березня 2022 | Загинув внаслідок осколкового поранення.                                                                           |
| 29 | Мартинов Олексій Максимович (рос. Мартынов Алексей Максимович)           | 19 років, гвардії матрос, водій автомобільного взводу роти забезпечення батальйону морської піхоти, 155-та окрема гвардійська бригада морської піхоти, в/ч 30926 м. Владивосток. | 15 березня 2022 | Загинув в бою за село Обуховичі, Іванківської селищної громади, Вишгородського району, Київської області.          |
| 30 | Тарханаєв Саян Шіреторович (рос. Тарханаев Саян Ширеторович)             | 30 років, гвардії сержант, 36-та загальновійськова армія, м. Улан-Уде, Бурятія | 15 березня 2022 | |
| 31 | Ламашканов Бато-Очір Сурунович (рос. Ламашканов Бато-Очир Сурунович)     | 29 років, рядовий, мінометник мінометного розрахунку мінометного відділення мотострілкового батальйону, 37-ма окрема гвардійська мотострілецька Донська Будапештська Червоного прапора ордена Червоної Зірки бригада в/ч 69647 м. Кяхта,Бурятія. Посмертно нагороджений орденом Мужності. | 15 березня 2022 | |
| 32 | Федоров Олександр Сергійович (рос. Федоров Александр Сергеевич)          | 33 роки, майор, начальник зв'язку, заступник начальника штабу, 103-тя ракетна Червонопрапорна орденів Кутузова та Богдана Хмельницького бригада, в/ч 47130 м. Улан-Уде, Бурятія. Протягом 2019 – 2020 років виконував обов'язки помічника начальника зв'язку у складі російського військового контингенту "миротворчих сил" у Придністров'ї. | 15 березня 2022 | Ліквідований ССО України.                                                                                          |
| 33 | Жмихов Денис Сергійович (рос. Жмыхов Денис Сергеевич                     | 21 рік, гвардії рядовий, старший механік водій, танкіст, 138-ма окрема гвардійська мотострілецька Красносільська ордена Леніна, Червонопрапорна бригада, в/ч 02511, селище Каменка Виборзького району Ленінградської області. | 16 березня 2022 | Загинув внаслідок мінометного обстрілу в селі Мала Рогань, Харківська область.                                     |
| 34 | Долькін Олександр Євгенович (рос. Долькин Александр Евгеньевич)          | 34 роки, єфрейтор, командир відділення – командир бойової машини, 331-й гвардійський парашутно-десантний Костромський полк м. Кострома, 98-ма гвардійська Свірська Червоного прапора ордена Кутузова ІІ ступеня повітряно-десантна дивізія ім. 70-річчя Великиго Жовтня. Нагороджений орденом Мужності посмертно. | 16 березня 2022 | Загинув у Херсонській області.                                                                                     |
| 35 | Буланов Едуард Аскарович (рос. Буланов Эдуард Аскарович)                 | 20 років, єфрейтор, заступник начальника бойової машини, навідник танка, 76-та гвардійська десантно-штурмова Чернігівська Червоного прапора, ордена Суворова дивізія м.Псков. | 21 березня 2022 | Помер від поранень в голову та живіт у м. Буча                                                                     |